# Präsidentschafts- und Parlamentswahl in Chile 2021
Die Präsidentschafts- und Parlamentswahl in Chile 2021 fand am 21. November statt. Die Stichwahl der Präsidentenwahl wurde am 19. Dezember durchgeführt.
Bei ihr wurden der Präsident der Republik und die Mitglieder des Nationalkongress (155 Mandate in der Abgeordnetenkammer und 27 von 50 Mandate im Senat) gewählt.
Es war die achte Präsidentschaftswahl seit der Transición. Bei der Stichwahl gewann Gabriel Boric mit knapp 56 % der Stimmen (Wahlbeteiligung 55 %). Die Amtszeit der Gewählten begann am 11. März 2022.

## Ausgangslage
Präsident Chiles zum Zeitpunkt der Wahl war Sebastián Piñera von der rechtskonservativen Koalition Chile Vamos. Er setzte sich bei der Präsidentschaftswahl 2017 in der Stichwahl mit 54,6 % der Stimmen gegen seinen Herausforderer Alejandro Guillier von der sozialistischen Koalition Nueva Mayoría durch. Piñera war zuvor bereits zwischen 2010 und 2014 Präsident Chiles gewesen. Er konnte sich allerdings nicht zur Wiederwahl stellen, da nach Artikel 25 der chilenischen Verfassung eine Wiederwahl in der direkt folgenden Amtszeit nicht zulässig ist. Auch seine noch lebenden Vorgänger Eduardo Frei Ruiz-Tagle, Ricardo Lagos und Michelle Bachelet standen nicht zur Wiederwahl zur Verfügung.

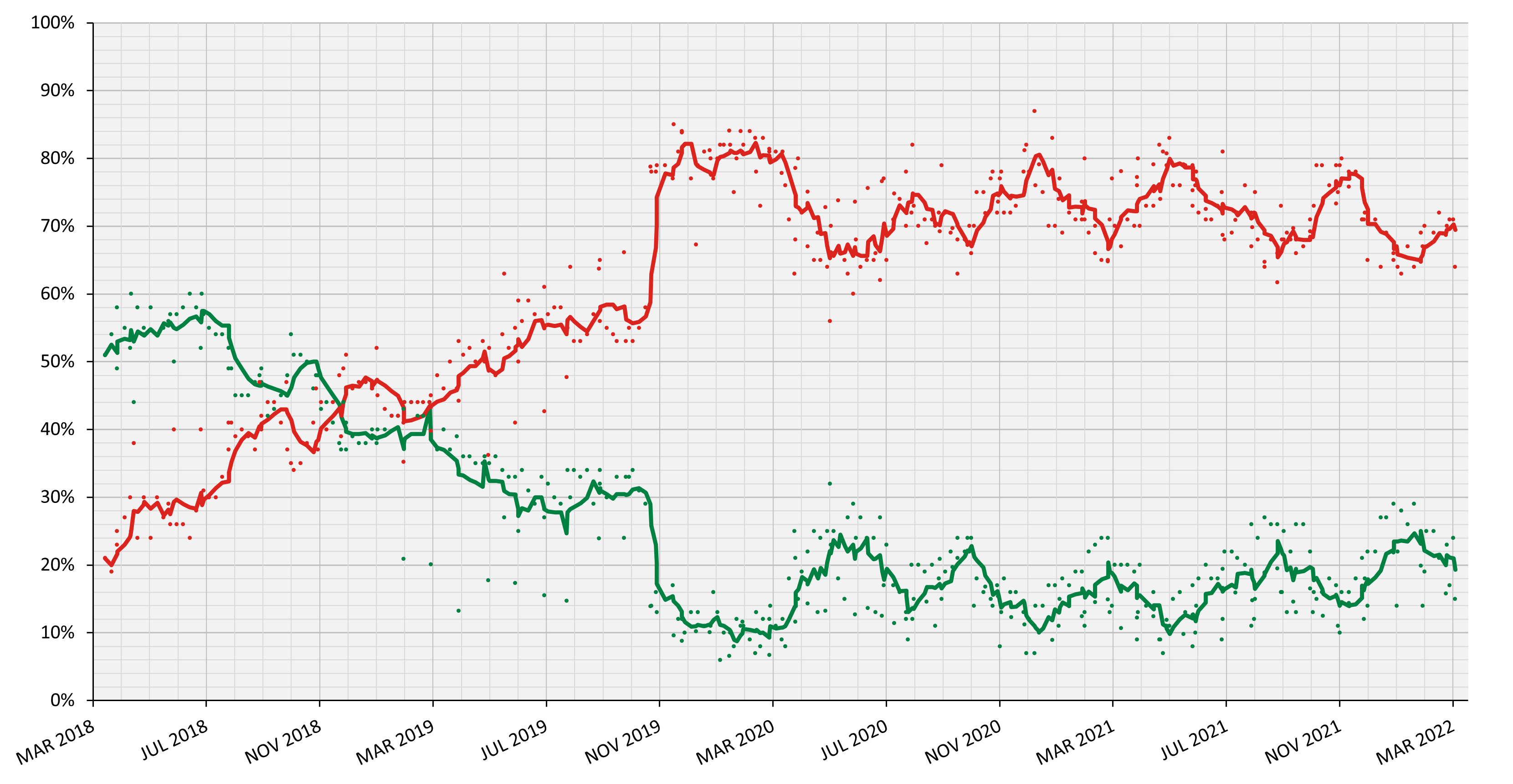
Piñeras Zustimmungswerte während seiner 2. Amtszeit

In Piñeras Amtszeit von 2018 an fielen die sozialen Unruhen, die seit 2019 in Chile stattfinden. Ausgelöst durch eine Erhöhung der Fahrkartenpreise der Metro Santiago de Chiles protestierten ab Oktober 2019 bis zu 3,7 Millionen Chilenen für mehr soziale Gleichheit und Sicherung sowie die Erarbeitung einer neuen Verfassung, da die alte Verfassung noch aus der Zeit der Diktatur durch General Augusto Pinochet stammt. Präsident Piñera versperrte sich jedoch vielen der Reformen, und verkündete zwischenzeitlich, dass sich der chilenische Staat im Krieg mit den Demonstranten befände. Dennoch ermöglichte er eine Volksabstimmung, ob eine neue Verfassung ausgearbeitet werden solle. Dafür sprachen sich beim Plebiszit 2020 78,28 % der Bevölkerung aus. Bei den Wahlen zur Verfassunggebenden Versammlung am 15. und 16. Mai 2021 musste Piñeras rechtskonservative Koalition jedoch eine erneute Niederlage einstecken und erreichte nur etwa 21 % der Stimmen, wodurch sie eine Sperrminorität verpasste. Piñeras Zustimmungswert in der Bevölkerung lag 2021 nur bei etwa 10–20 %.
Daneben war Piñeras Präsidentschaft ab 2020 durch die Bekämpfung der COVID-19-Pandemie in Chile geprägt worden. Hierbei hatte Chile, ähnlich wie andere südamerikanische Länder, beispielsweise Brasilien oder Peru, mit hohen Fallzahlen zu kämpfen. Allerdings machte Chile weltweit auch aufgrund der gut koordinierten Impfstrategie Schlagzeilen. So wurde das Land zwischenzeitlich als „Impfweltmeister“ betitelt. Benutzt wurden hierbei vor allem die Impfstoffe von BioNTech/Pfizer und Sinovac.

## Wahlsystem
Bei der Präsidentschaftswahl gibt es ein Zwei-Runden-System. Falls bei der ersten Wahlrunde keiner der Kandidaten die absolute Mehrheit der Stimmen erreicht, ziehen die beiden Kandidaten mit den meisten Stimmen in eine Stichwahl ein. Innerhalb der Koalitionen fanden am 18. Juli 2021 offizielle Vorwahlen statt.

## Präsidentschaftskandidaten
Die folgenden Kandidaten waren für den 1. Wahlgang am 21. November 2021 zugelassen. Die Reihenfolge der Kandidaten wurde am 16. September 2021 durch die Wahlbehörde SERVEL ausgelost.

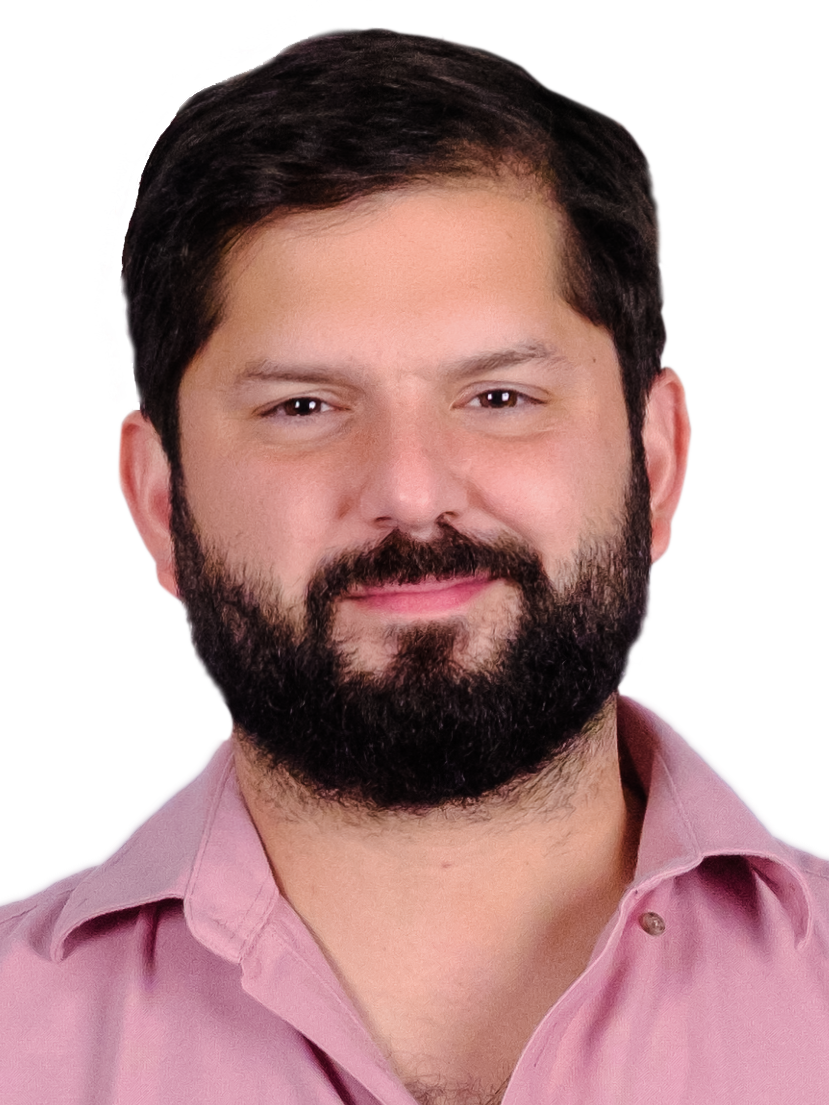
Gabriel Boric (2021)
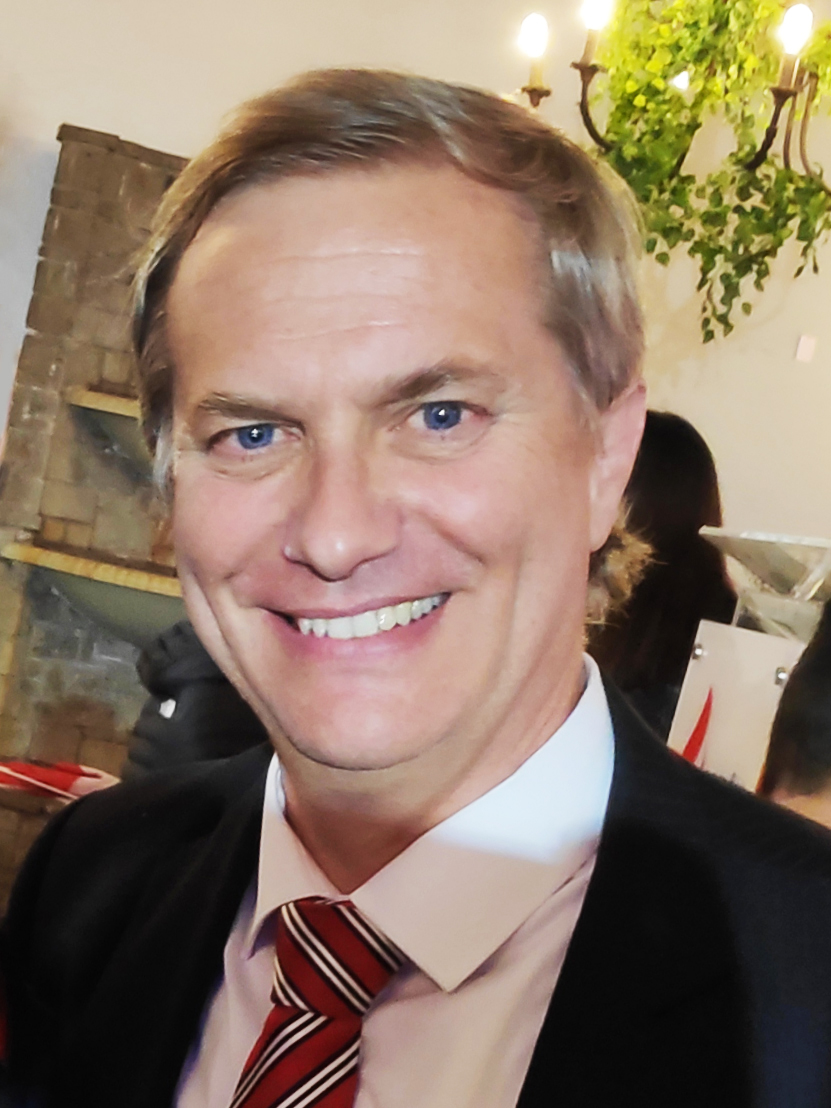
José Antonio Kast (2019)
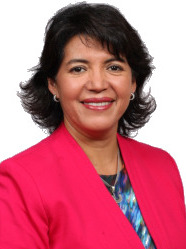
Yasna Provoste (2021)
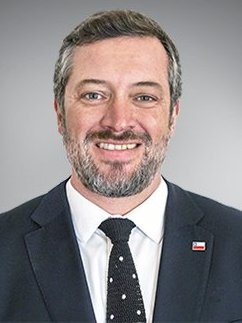
Sebastián Sichel (2019)
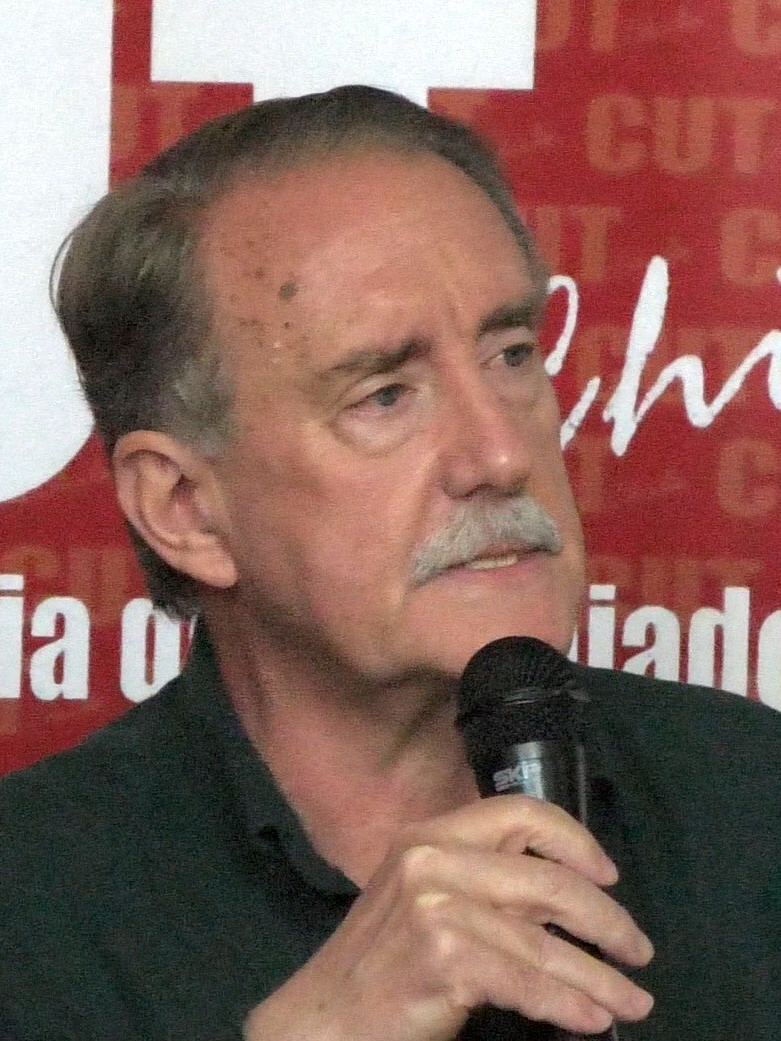
Eduardo Artés (2021)
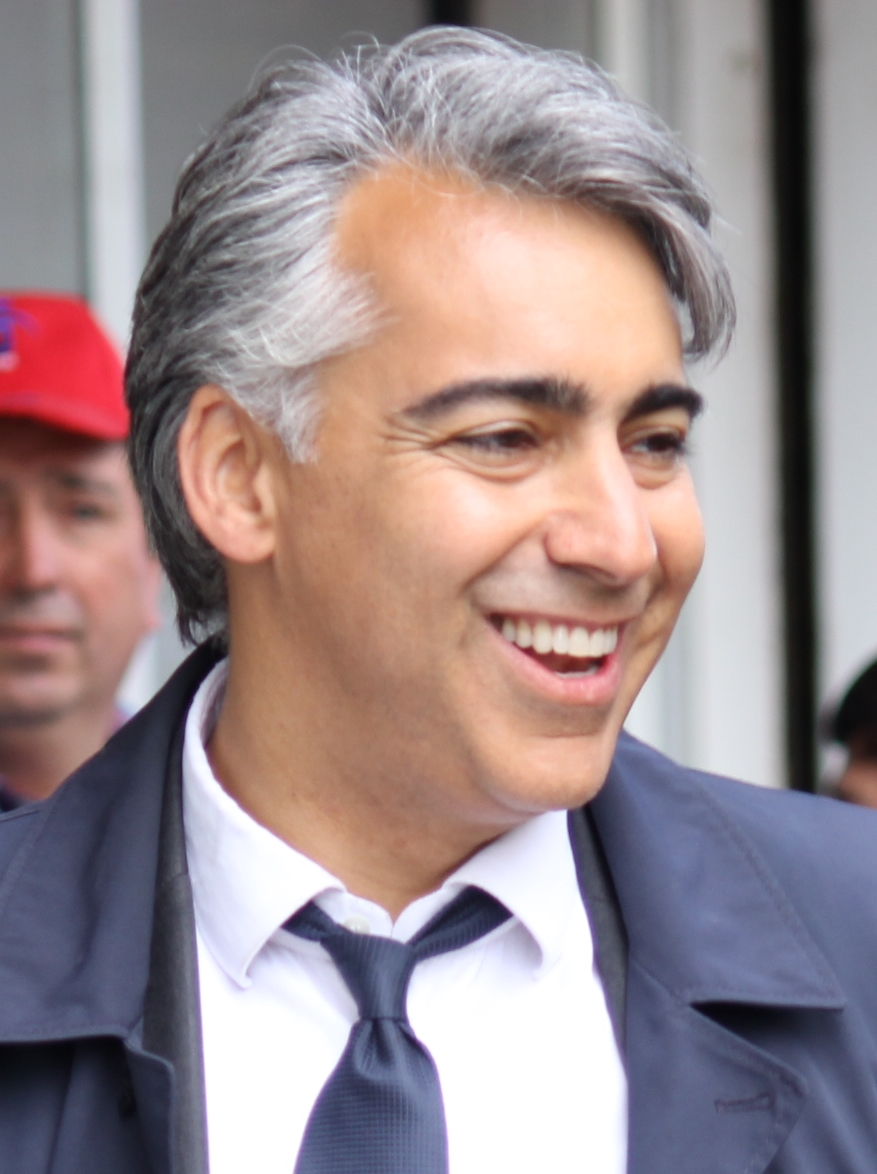
Marco Enríquez-Ominami (2018)
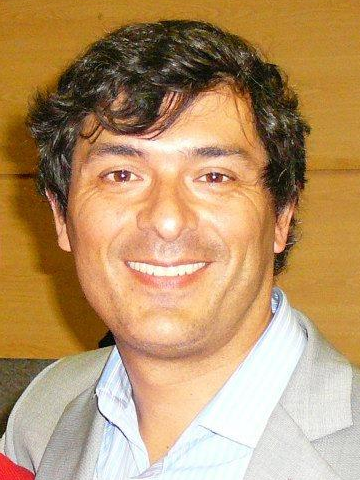
Franco Parisi (2013)

| Koalition | Koalition               | Partei  | Partei                 | Kandidat          |
| --------- | ----------------------- | ------- | ---------------------- | ----------------- |
|           | Apruebo Dignidad        |         | PCCh                   | Gabriel Boric     |
|           | Apruebo Dignidad        | PI      |                        | Gabriel Boric     |
|           | Apruebo Dignidad        | CS      |                        | Gabriel Boric     |
|           | Apruebo Dignidad        | RD      |                        | Gabriel Boric     |
|           | Apruebo Dignidad        | Comunes |                        | Gabriel Boric     |
|           | Apruebo Dignidad        | FREVS   |                        | Gabriel Boric     |
|           | Chile Podemos Más       |         | EVO                    | Sebastián Sichel  |
|           | Chile Podemos Más       | RN      |                        | Sebastián Sichel  |
|           | Chile Podemos Más       | PRI     |                        | Sebastián Sichel  |
|           | Chile Podemos Más       | UDI     |                        | Sebastián Sichel  |
|           | Nuevo Pacto Social      |         | PS                     | Yasna Provoste    |
|           | Nuevo Pacto Social      | PPD     |                        | Yasna Provoste    |
|           | Nuevo Pacto Social      | PL      |                        | Yasna Provoste    |
|           | Nuevo Pacto Social      | NT      |                        | Yasna Provoste    |
|           | Nuevo Pacto Social      | PR      |                        | Yasna Provoste    |
|           | Nuevo Pacto Social      | PDC     |                        | Yasna Provoste    |
|           | Frente Social Cristiano |         | PLR                    | José Antonio Kast |
|           | Frente Social Cristiano | PCC     |                        | José Antonio Kast |
|           | Weitere Parteien        |         | UPA                    | Eduardo Artés     |
|           | Weitere Parteien        | PRO     | Marco Enríquez-Ominami |                   |
|           | Weitere Parteien        | PDG     | Franco Parisi          |                   |

| Koalition | Koalition               | Partei  | Partei | Kandidat          |
| --------- | ----------------------- | ------- | ------ | ----------------- |
|           | Apruebo Dignidad        |         | PCCh   | Gabriel Boric     |
|           | Apruebo Dignidad        | PI      |        | Gabriel Boric     |
|           | Apruebo Dignidad        | CS      |        | Gabriel Boric     |
|           | Apruebo Dignidad        | RD      |        | Gabriel Boric     |
|           | Apruebo Dignidad        | Comunes |        | Gabriel Boric     |
|           | Apruebo Dignidad        | FREVS   |        | Gabriel Boric     |
|           | Nuevo Pacto Social      |         | PS     | Gabriel Boric     |
|           | Nuevo Pacto Social      | PPD     |        | Gabriel Boric     |
|           | Nuevo Pacto Social      | PL      |        | Gabriel Boric     |
|           | Nuevo Pacto Social      | NT      |        | Gabriel Boric     |
|           | Nuevo Pacto Social      | PR      |        | Gabriel Boric     |
|           | Nuevo Pacto Social      | PDC     |        | Gabriel Boric     |
|           | Weitere Parteien        |         | PRO    | Gabriel Boric     |
|           | Frente Social Cristiano |         | PLR    | José Antonio Kast |
|           | Frente Social Cristiano | PCC     |        | José Antonio Kast |
|           | Chile Podemos Más       |         | EVO    | José Antonio Kast |
|           | Chile Podemos Más       | RN      |        | José Antonio Kast |
|           | Chile Podemos Más       | PRI     |        | José Antonio Kast |
|           | Chile Podemos Más       | UDI     |        | José Antonio Kast |
|           | Weitere Parteien        |         | PDG    | José Antonio Kast |
|           | Weitere Parteien        | UPA     |        |                   |

### Apruebo Dignidad
Die linke Koalition Apruebo Dignidad ging im Zuge der Wahl zur Verfassunggebenden Versammlung aus den vorherigen Koalitionen Chile Digno und Frente Amplio hervor. Für die Vorwahlen im Juli 2021 standen zwei Kandidaten zur Wahl: Der Bürgermeister der Kommune Recoleta Daniel Jadue, der Mitglied der Partido Comunista de Chile ist, sowie Gabriel Boric, der den 28. Distrikt aus der Región de Magallanes in der Abgeordnetenkammer vertritt. Bei den Vorwahlen am 18. Juli 2021 setzte sich Boric mit gut 60 % der Stimmen gegen Jadue durch und wurde somit zum Kandidaten der Apruebo Dignidad für die Wahl bestimmt. Durch seinen Sieg in der Vorwahl wurde Boric direkt für den ersten Wahlgang zugelassen. Im Verlauf des Wahlkampfes lag Boric in den Umfragen lange Zeit mit um die 30 % der Stimmen in Führung, ehe er im Oktober von José Antonio Kast eingeholt wurde. Letzten Endes erhielt er beim ersten Wahlgang 25,83 % der Stimmen und qualifizierte sich somit mit den zweitmeisten Stimmen hinter Kast für die Stichwahl.

### Chile Podemos Más
Bei der rechtskonservativen Koalition Chile Vamos, die aktuell den Präsidenten stellte, standen zahlreiche Kandidaten zur Auswahl, die für stark voneinander abweichende politische Antworten stehen. Für die Partei Evolución Política stellte sich Ignacio Briones zur Wahl, der zwischen 2019 und 2021 Finanzminister unter Präsident Piñera gewesen war. Die Parteien Renovación Nacional und Partido Regionalista Independiente einigten sich zunächst auf den damaligen RN-Vorsitzenden Mario Desbordes als ihren Kandidaten in den Vorwahlen. Er war von 2018 bis 2020 Abgeordneter für den 8. Distrikt aus der Región Metropolitana de Santiago und 2020 Verteidigungsminister unter Präsident Piñera gewesen. Nachdem er im Verlauf der innerparteilichen Auseinandersetzung um den Kurs der RN angesichts des Verfassungsprozesses bei einer knapp ausgegangenen Urwahl im Juni 2021 als Parteivorsitzender gestürzt und durch Francisco Chahuán ersetzt wurde, der den Verfassungsprozess in Chile ablehnt, wurden ihm allerdings nur noch geringe Chancen eingeräumt, seine Kandidatur erfolgreich aufrechtzuerhalten.
Bei der Unión Democrata Independiente standen zunächst Joaquín Lavín und Evelyn Matthei zur Wahl. Beide waren bereits zuvor Kandidaten bei Präsidentschaftswahlen gewesen. Bei der Wahl 2005 erreichte Lavín in der 1. Runde 23,22 % der Stimmen und verpasste somit die Stichwahl, bei der Wahl 2013 erreichte Matthei die Stichwahl, unterlag in dieser jedoch Michelle Bachelet. Nachdem Matthei jedoch bei den Kommunalwahlen erneut zur Bürgermeisterin der Kommune Providencia gewählt worden war, gab sie Lavín den Vortritt. Daneben stellte sich der parteilose Sebastián Sichel zur Wahl, der zwischen 2019 und 2020 Sozial- und Familienminister unter Präsident Piñera sowie 2020 Präsident der Banco del Estado de Chile war. Bei den Vorwahlen am 18. Juli 2021 setzte sich der unabhängige Sichel mit knapp 50 % der Stimmen vor Lavín mit 31 % der Stimmen durch. Die beiden anderen Kandidaten, Desbordes und Briones, erhielten jeweils knapp unter 10 % der Stimmen.
Durch seinen Sieg in der Vorwahl wurde Sichel direkt für den ersten Wahlgang zugelassen. Dabei trat die Koalition unter dem Namen Chile Podemos Más an. Nachdem Sichel zum Kandidaten gekürt wurde, stand er in den Umfragen zunächst knapp hinter Gabriel Boric auf Rang 2. Allerdings wurde im Oktober 2021 bekannt, dass es zu Unregelmäßigkeiten in der Finanzierung seiner Kampagne im Zuge der Parlamentswahlen 2009 gekommen war, daneben hatte er im Wahlkampf Großspenden der Gaslobby angenommen. Dies führte dazu, dass Sichel in den Umfragen große Einbußen verzeichnete. Letzten Endes erhielt er bei der Wahl nur 12,79 % der Stimmen und landete auf dem vierten Platz. In der Stichwahl unterstützen sowohl die Parteien der Koalition Chile Podemos Más als auch Sichel den Kandidaten José Antonio Kast.

### Nuevo Pacto Social
Der Nuevo Pacto Social, ehemals Unidad Constituyente, ist eine Koalition von Mitte-Linke-Parteien. Sie ging aus der Concertación de Partidos por la Democracia hervor. Paula Narváez von der Partido Socialista de Chile ist eine Kandidatin der Koalition. Sie war unter Präsidentin Bachelet deren Kabinettschefin sowie Generalsekretärin der Regierung. Weitere Kandidaten wie Ximena Rincón von der Partido Demócrata Cristiano de Chile oder Heraldo Muñoz von der Partido por la Democracia zogen ihre Kandidatur zugunsten von Narváez zurück. Daneben tritt Carlos Maldonado für die Partido Radical an, die ebenfalls Teil der Unidad Constituyente ist. Er war von 2007 bis 2010 Justizminister unter Präsidentin Bachelet. Am 23. Juli 2021 verkündete außerdem die Präsidentin des chilenischen Senats, Yasna Provoste von der Christdemokratischen Partei, dass sie sich ebenfalls um das Amt der Präsidentin Chiles bewerben wolle. Daraufhin einigten sich die Parteien der Koalition darauf, ebenfalls eine Vorwahl durchzuführen, um mit einem Kandidaten geeint in die Präsidentschaftswahl gehen zu können. Anders als bei den Vorwahlen von Chile Podemos Más und Apruebo Dignidad wurde die Vorwahl des Nuevo Pacto Social allerdings nicht von der nationalen Wahlbehörde SERVEL durchgeführt, sondern von den Parteien selbst organisiert. Letzten Endes setzte sich Provoste mit etwas mehr als 60 % der Stimmen vor Narváez mit 26 % und Maldonado mit 12 % durch und wurde somit als Siegerin der Vorwahl für den ersten Wahlgang nominiert. Im Wahlkampf konnte Provoste allerdings keine eigenen Akzente setzen und blieb hinter den führenden Kandidaten zurück. Bei der Wahl erhielt sie letzten Endes 11,61 % der Stimmen und erreichte somit den fünften Platz. Nach der Wahl unterstützten sowohl die Parteien der Koalition als auch Provoste selbst Gabriel Boric in der Stichwahl.

### Weitere Parteien
Neben den großen Koalitionen hatten noch weitere Kandidaten ihr Interesse an einer Kandidatur bekundet oder eine Kandidatur angekündigt. So beispielsweise José Antonio Kast von der rechtsnationalistischen Partido Republicano. Auch eine Teilnahme bei den Vorwahlen der Chile Vamos-Koalition stand im Raum. Im Mai 2021 erklärte Kast, genug Unterschriften für die Kandidatur gesammelt zu haben. Am 19. August 2021 registrierte er sich als offizieller Kandidat der Koalition Frente Social Cristiano bei der nationalen Wahlbehörde SERVEL. Nachdem Kast in den Umfragen längere Zeit unter 10 % der Stimmen gelegen war, konnte er auch aufgrund der Schwäche von Sichel und seinen guten Auftritten in den Debatten den bislang in den Umfragen führenden Boric einholen. So konnte Kast auch den ersten Wahlgang mit 27,91 % der Stimmen gewinnen.
Auch Eduardo Artés von der linksnationalistischen Unión Patriótica kündigte seine Kandidatur an. Er registrierte sich am 23. August 2021. Für die Partido de la Gente tritt Franco Parisi an. Der Ökonom war bereits Kandidat bei der Präsidentschaftswahl 2013, bei der er mit etwa 10 % der Stimmen jedoch die Stichwahl verpasste. Er wohnte während des Wahlkampfes jedoch im US-Bundesstaat Alabama und führte seinen Wahlkampf lediglich online, ohne an einer Debate teilzunehmen oder Chile zu betreten. Nichtsdestotrotz konnte er 12,80 % der Stimmen hinter sich vereinen, und somit den dritten Platz belegen. Vor der Stichwahl unterstützte er José Antonio Kast.
Für die Partido Progresista trat erneut (wie bereits 2009, 2013 und 2017) Marco Enríquez-Ominami an. Er hatte im August vom Chilenischen Verfassungsgericht die Erlaubnis erhalten, erneut an der Präsidentschaftswahl teilzunehmen; gegen ihn waren Korruptionsvorwürfe erhoben worden. Am 23. August 2021 registrierte er seine Kandidatur beim SERVEL. Gleichwohl erklärte am 4. September 2021 ein regionales Wahlgericht seine Kandidatur für ungültig.
Enríquez-Ominami legte dagegen Einspruch ein, bekam am 10. September 2021 vom Tribunal Calificador de Elecciones (Tricel) Recht und nahm an der Präsidentschaftswahl teil. Enríquez-Ominami erhielt bei der Wahl lediglich 7,61 % der Stimmen und unterstützte Gabriel Boric in der Stichwahl.

### Abgewiesene Kandidaturen
Neben den etablierten Parteien wollte die Lista del Pueblo, eine linke, unabhängige Koalition, einen Kandidaten für die Präsidentschaft nominieren. Die Lista del Pueblo war erst im selben Jahr im Zuge der Wahlen zur Verfassunggebenden Versammlung entstanden und erhielt dort überraschend die drittmeisten Stimmen. Im Juni 2021 gaben Offizielle der Koalition bekannt, ebenfalls einen Kandidaten für die Präsidentschaft nominieren zu wollen. Am 5. August 2021 wurde schließlich in verschiedenen Medien publiziert, dass die Lista del Pueblo den Gewerkschaftsführer Cristián Cuevas nominieren wolle. Dies führte jedoch zu Streitigkeiten innerhalb der Führung der Koalition. Deswegen einigte man sich schließlich am 20. August 2021 auf Diego Ancalao, einen Professor und Aktivisten für die Rechte der indigenen Mapuche, als Kandidaten. Dieser registrierte seine Kandidatur am 23. August 2021. Allerdings wurde die Kandidatur nur wenige Tage später von der Wahlbehörde SERVEL abgewiesen. Grund dafür war, dass er nicht genügend Unterstützerunterschriften vorweisen konnte. Später stellte sich heraus, dass mehr als 23.000 Unterschriften gefälscht worden waren. Sie sollten von einem Notar begutachtet worden sein, der allerdings schon im Februar des Jahres verstorben war. Daraufhin wurden Ermittlungen gegen Ancalao und die Führung der Lista del Pueblo eingeleitet.
Neben Ancalao wurde auch die Kandidatur von Gino Lorenzini abgewiesen. Der Unternehmer konnte zwar genügend Unterstützerunterschriften vorweisen, war allerdings vor weniger als einem Jahr noch Mitglied einer politischen Partei, der Partido de la Gente, gewesen. Dies verstößt gegen die Teilnahmebedingungen für unabhängige Kandidaten.

## Vorwahlen in den Koalitionen
Am 18. Juli 2021 kam es landesweit zu einer Vorwahl der Kandidaten für die Präsidentschaftswahl 2021. Dabei wurden in einer Wahl die Kandidaten der Koalitionen Chile Vamos und Apruebo Dignidad bestimmt. Die Wahlen wurden von der nationalen Wahlbehörde SERVEL organisiert und durchgeführt. Teilnahmeberechtigt waren alle Chilenen, die älter als 18 Jahre alt waren und entweder Mitglied einer Partei dieser Koalitionen oder Mitglied keiner Partei und somit unabhängig waren. Insgesamt nahmen knapp über 3 Millionen Chilenen an den Vorwahlen teil, die insofern die höchste Wahlbeteiligung einer Vorwahl erzielte. Insgesamt wurde folgendes Ergebnis erzielt:
|  |  |

|  |  |

|  |  |

|  |  |

|  |  |

|  |  |

|  |  |

|  |  |

|  |  |

|  |  |

|  |  |

|  |  |

Nach der offiziellen Vorwahl von Chile Vamos und Apruebo Dignidad führte die Koalition Unidad Constituyente am 21. August 2021 eine eigene Vorwahl durch, um ihren Kandidaten für die Präsidentschaftswahl zu ermitteln. An ihr konnten Mitglieder der Koalition sowie unabhängige Wähler teilnehmen. Das Ergebnis dabei war das Folgende:
|  |  |

|  |  |

|  |  |

## Ergebnis

### Präsidentschaftswahl
|  |  |

|  |  |

|  |  |

|  |  |

|  |  |

|  |  |

|  |  |

|  |  |

|  |  |

### Parlamentswahl

#### Abgeordnetenkammer
| Wahlbündnisse                                | Wahlbündnisse                           | Listen                                  | Stimmen    | %    | Mandate |
| -------------------------------------------- | --------------------------------------- | --------------------------------------- | ---------- | ---- | ------- |
|                                              | Chile Podemos Más                       | Renovación Nacional                     | 693.716    | 11,0 | 25      |
| Unión Demócrata Independiente                | Chile Podemos Más                       | 672.064                                 | 10,6       | 23   |         |
| Evópoli                                      | Chile Podemos Más                       | 221.074                                 | 3,5        | 4    |         |
| Partido Regionalista Independiente Demócrata | Chile Podemos Más                       | 23.198                                  | 0,4        | 1    |         |
| ↳ Gesamt                                     | Chile Podemos Más                       | 1.610.052                               | 25,4       | 53   |         |
|                                              | Apruebo Dignidad                        | Partido Comunista de Chile              | 465.709    | 7,4  | 12      |
| Convergencia Social                          | Apruebo Dignidad                        | 287.364                                 | 4,5        | 9    |         |
| Revolución Democrática                       | Apruebo Dignidad                        | 258.138                                 | 4,1        | 8    |         |
| Comunes                                      | Apruebo Dignidad                        | 208.066                                 | 3,3        | 6    |         |
| Federación Regionalista Verde Social         | Apruebo Dignidad                        | 107.643                                 | 1,7        | 2    |         |
| ↳ Gesamt                                     | Apruebo Dignidad                        | 1.326.920                               | 21,0       | 37   |         |
|                                              | Nuevo Pacto Social                      | Partido Socialista de Chile             | 343.793    | 5,4  | 13      |
| Partido Demócrata Cristiano de Chile         | Nuevo Pacto Social                      | 264.899                                 | 4,2        | 8    |         |
| Partido por la Democracia                    | Nuevo Pacto Social                      | 243.428                                 | 3,8        | 7    |         |
| Partido Radical Socialdemócrata              | Nuevo Pacto Social                      | 110.907                                 | 1,8        | 4    |         |
| Partido Liberal de Chile                     | Nuevo Pacto Social                      | 96.052                                  | 1,5        | 4    |         |
| Ciudadanos                                   | Nuevo Pacto Social                      | 27.545                                  | 0,4        | 1    |         |
| ↳ Gesamt                                     | Nuevo Pacto Social                      | 1.086.624                               | 17,2       | 37   |         |
|                                              | Frente Social Cristiano                 | Republikanische Partei                  | 667.051    | 10,5 | 14      |
| Partido Conservador Cristiano                | Frente Social Cristiano                 | 40.544                                  | 0,6        | 1    |         |
| ↳ Gesamt                                     | Frente Social Cristiano                 | 707.595                                 | 11,2       | 15   |         |
|                                              | Partido de la Gente                     | Partido de la Gente                     | 533.653    | 8,4  | 6       |
|                                              | Dignidad Ahora                          | Partido Humanista de Chile              | 195.595    | 3,1  | 3       |
| Partido Igualdad                             | Dignidad Ahora                          | 127.356                                 | 2,0        | –    |         |
| ↳ Gesamt                                     | Dignidad Ahora                          | 322.951                                 | 5,1        | 3    |         |
|                                              | Partido Ecologista Verde de Chile       | Partido Ecologista Verde de Chile       | 305.392    | 4,8  | 2       |
|                                              | Independientes Unidos                   | Centro Unido                            | 176.999    | 2,8  | 1       |
| Partido Nacional Ciudadano                   | Independientes Unidos                   | 10.276                                  | 0,2        | –    |         |
| ↳ Gesamt                                     | Independientes Unidos                   | 187.275                                 | 3,0        | 1    |         |
|                                              | Unión Patriótica                        | Unión Patriótica                        | 56.241     | 0,9  | –       |
|                                              | Partido de Trabajadores Revolucionarios | Partido de Trabajadores Revolucionarios | 50.773     | 0,8  | –       |
|                                              | Partido Progresista                     | Partido Progresista                     | 45.119     | 0,7  | –       |
|                                              | Nuevo Tiempo                            | Nuevo Tiempo                            | 4.403      | 0,1  | –       |
|                                              | Unabhängige                             | Unabhängige                             | 91.036     | 1,4  | –       |
| Gesamt                                       | Gesamt                                  | Gesamt                                  | 6.328.214  | 100  | 155     |
|                                              |                                         |                                         |            |      |         |
| Ungültige Stimmen                            | Ungültige Stimmen                       | Ungültige Stimmen                       | 743.934    | 10,5 |         |
| Wähler                                       | Wähler                                  | Wähler                                  | 7.072.148  | 47,1 |         |
| Wahlberechtigte                              | Wahlberechtigte                         | Wahlberechtigte                         | 15.030.963 |      |         |
|                                              |                                         |                                         |            |      |         |
| Quelle: SERVEL                               |                                         |                                         |            |      |         |

#### Senat
| Wahlbündnisse                                | Wahlbündnisse                           | Listen                                  | Stimmen    | %    | Mandate |
| -------------------------------------------- | --------------------------------------- | --------------------------------------- | ---------- | ---- | ------- |
|                                              | Chile Podemos Más                       | Renovación Nacional                     | 550.081    | 11,8 | 5       |
| Evópoli                                      | Chile Podemos Más                       | 368.013                                 | 7,9        | 2    |         |
| Unión Demócrata Independiente                | Chile Podemos Más                       | 354.906                                 | 7,6        | 5    |         |
| Partido Regionalista Independiente Demócrata | Chile Podemos Más                       | 25.341                                  | 0,5        | –    |         |
| ↳ Gesamt                                     | Chile Podemos Más                       | 1.298.341                               | 27,9       | 12   |         |
|                                              | Apruebo Dignidad                        | Partido Comunista de Chile              | 336.075    | 7,2  | 2       |
| Federación Regionalista Verde Social         | Apruebo Dignidad                        | 188.313                                 | 4,0        | 2    |         |
| Comunes                                      | Apruebo Dignidad                        | 172.225                                 | 3,7        | –    |         |
| Revolución Democrática                       | Apruebo Dignidad                        | 156.249                                 | 3,4        | –    |         |
| Convergencia Social                          | Apruebo Dignidad                        | 59.508                                  | 1,3        | –    |         |
| ↳ Gesamt                                     | Apruebo Dignidad                        | 912.370                                 | 19,6       | 4    |         |
|                                              | Nuevo Pacto Social                      | Partido Socialista de Chile             | 314.461    | 6,8  | 4       |
| Partido Demócrata Cristiano de Chile         | Nuevo Pacto Social                      | 214.175                                 | 4,6        | 2    |         |
| Partido por la Democracia                    | Nuevo Pacto Social                      | 112.025                                 | 2,4        | 2    |         |
| Partido Radical Socialdemócrata              | Nuevo Pacto Social                      | 58.163                                  | 1,2        | –    |         |
| Partido Liberal de Chile                     | Nuevo Pacto Social                      | 27.992                                  | 0,6        | –    |         |
| ↳ Gesamt                                     | Nuevo Pacto Social                      | 726.816                                 | 15,6       | 8    |         |
|                                              | Frente Social Cristiano                 | Republikanische Partei                  | 336.532    | 7,2  | 1       |
| Partido Conservador Cristiano                | Frente Social Cristiano                 | 65.253                                  | 1,4        | –    |         |
| ↳ Gesamt                                     | Frente Social Cristiano                 | 401.785                                 | 8,6        | 1    |         |
|                                              | Partido de la Gente                     | Partido de la Gente                     | 377.615    | 8,1  | –       |
|                                              | Partido Ecologista Verde de Chile       | Partido Ecologista Verde de Chile       | 198.684    | 4,3  | –       |
|                                              | Independientes Unidos                   | Centro Unido                            | 157.862    | 3,4  | –       |
| Partido Nacional Ciudadano                   | Independientes Unidos                   | 7.145                                   | 0,2        | –    |         |
| ↳ Gesamt                                     | Independientes Unidos                   | 165.007                                 | 3,5        | –    |         |
|                                              | Dignidad Ahora                          | Partido Igualdad                        | 82.344     | 1,8  | –       |
| Partido Humanista de Chile                   | Dignidad Ahora                          | 15.861                                  | 0,3        | –    |         |
| ↳ Gesamt                                     | Dignidad Ahora                          | 98.205                                  | 2,1        | –    |         |
|                                              | Unión Patriótica                        | Unión Patriótica                        | 40.931     | 0,9  | –       |
|                                              | Partido de Trabajadores Revolucionarios | Partido de Trabajadores Revolucionarios | 4.748      | 0,1  | –       |
|                                              | Unabhängige                             | Unabhängige                             | 434.002    | 9,3  | –       |
| Gesamt                                       | Gesamt                                  | Gesamt                                  | 4.658.504  | 100  | 27      |
|                                              |                                         |                                         |            |      |         |
| Ungültige Stimmen                            | Ungültige Stimmen                       | Ungültige Stimmen                       | 460.948    | 9,0  |         |
| Wähler                                       | Wähler                                  | Wähler                                  | 5.119.452  | 34,1 |         |
| Wahlberechtigte                              | Wahlberechtigte                         | Wahlberechtigte                         | 15.030.963 |      |         |
|                                              |                                         |                                         |            |      |         |
| Quelle: SERVEL                               |                                         |                                         |            |      |         |